# École polytechnique de Cracovie
Ne doit pas être confondu avec École des mines et de la métallurgie de Cracovie.

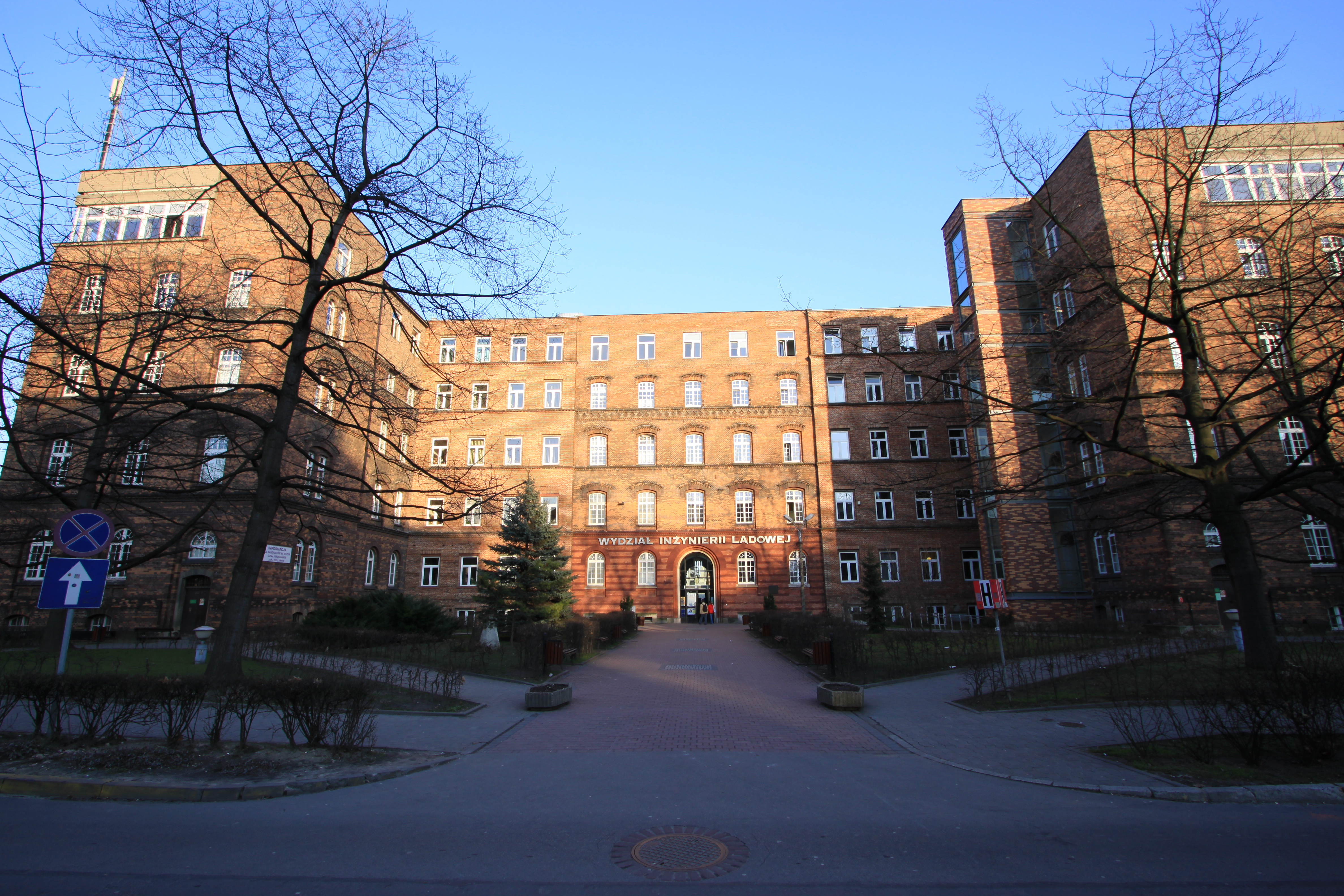
L'entrée

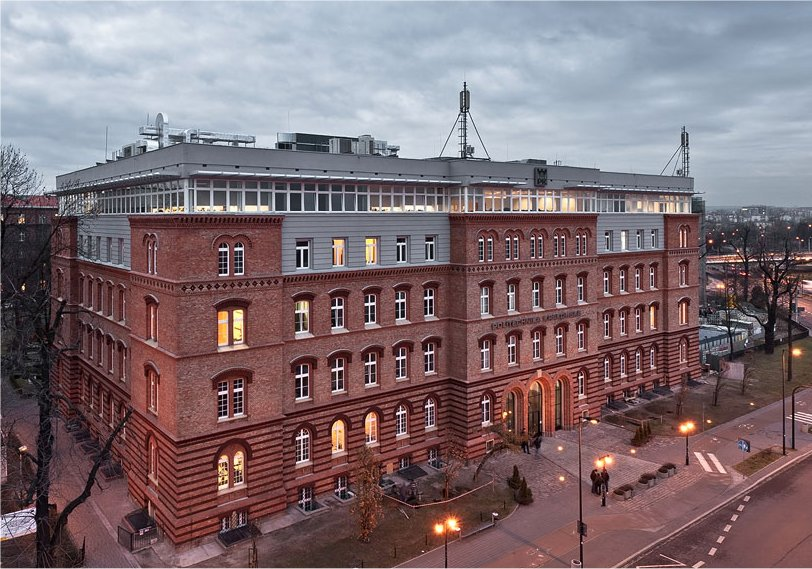
La faculté de génie civil

L’École polytechnique de Cracovie (en polonais : Politechnika Krakowska im. Tadeusza Kościuszki, PK) est un établissement public d'enseignement supérieur technologique et de recherche polonais situé à Cracovie.

## Histoire
Le projet de créer à Cracovie une école d'ingénieurs a été conçu par le professeur Izydor Stella-Sawicki (pl), qui, au début de l'année 1945 a proposé d'ouvrir dans la ville une école supérieure technique. L'inauguration de la première année académique à l'école polytechnique de Cracovie a eu lieu le 31 mai 1945, les premiers cours ont été donnés le 5 juin 1945.
Par un décret du 19 novembre 1946 sur la création des facultés d'architecture, d'ingénierie et de communication à l'Académie des mines (Akademia Górnicza) avec la date d'entrée en vigueur du 1er avril 1945, ce jour-ci est traditionnellement considéré comme le jour de la création de l'école polytechnique de Cracovie. L'école s'est fait ensuite offrir par l'armée les anciens bâtiments historiques (construits par les Autrichiens) rue Warszawska qui constituent actuellement le campus principal de l'établissement.
Les démarches ayant pour but de créer une école polytechnique autonome débouchent sur le décret n° 409 du 21 juillet 1954 sur la création de la Politechnika Krakowska. L'établissement abritait alors 4 facultés : architecture, deux facultés d'ingénierie civile, ingénierie mécanique. Dans les années 1980, la faculté d'ingénierie mécanique s'est installée dans un campus nouvellement construit à Czyzyny, là où il y a également aujourd'hui les résidences d'étudiants de la PK.
Le jour de son 30e anniversaire, l'établissement a reçu le nom de Tadeusz Kościuszko, particulièrement lié à l'histoire de la ville de Cracovie.
Les facultés suivantes ont été créées successivement : 
- en 1966, la faculté de chimie (à partir de 1990 faculté de technologie et d'ingénierie chimique),
- en 1991, la faculté d'ingénierie électrique (à partir de 1997 faculté d'ingénierie informatique et électrique),
- en 1999, la plus jeune : la faculté de physique appliquée et de modélisation assistée par ordinateur. En 1993, la faculté d'ingénierie sanitaire et des eaux s'est transformée en faculté d'ingénierie de l'environnement.

## Facultés
- Faculté d'architecture;
- Faculté de génie informatique et électrique;
- Faculté de technologie et d'ingénierie chimique;
- Faculté de physique, de mathématiques et d'informatique;
- Faculté d'ingénierie de l'environnement;
- Faculté de génie mécanique;
- Faculté de génie civil.

## Localisation
L'École polytechnique de Cracovie a deux localisations (à la proximité du centre historique de la ville - rue Warszawska) et dans le quartier Czyzyny, sur le territoire de l'ancien aéroport, dans le voisinage de la zone économique privilégiée sur une surface totale de 110 ha. Les deux campus sont équipés en leur propre réseau de fibres optiques, ils sont connectés au réseau de la ville, y compris les résidences universitaires habitées par 1 800 étudiants.
Chaque faculté dispose de nombreux laboratoires qui constituent la base nécessaire à des travaux de recherche et à la mise en ouvre des tâches didactiques. L'école a aussi à sa disposition une salle de sport, rue Kamienna à Cracovie et le centre des sports nautiques à Zywiec.
L'École polytechnique de Cracovie possède également les bâtiments classés monuments historiques : l'ancien palais royal de Łobzów, rue Podchorazych à Cracovie où se trouve la Faculté de physique appliquée et de modélisation assistée par ordinateur et une partie de la Faculté d'architecture, puis un immeuble ancien au 1, rue Kanonicza (faculté d'architecture) et un palais à Janowice près de Tarnów nouvellement restauré (palais de la période du classicisme du début du XIXe siècle, disposant de 59 places à coucher et de deux salles pour environ 100 personnes) et enfin, une villa en bois à Zakopane.

## Coopération internationale
L'École polytechnique de Cracovie coopère avec 34 institutions étrangères dans le cadre des accords bilatéraux en vigueur. La coopération concerne les recherches scientifiques, les échanges d'enseignants et d'étudiants (des programmes de l'Union européenne Socrates/Erasmus/Ceepus) et les doubles diplômes (Allemagne, France). L'école est accréditée par la FEANI, et ses diplômés peuvent solliciter le titre d'euroingénieur. Les diplômés de la faculté d'architecture obtiennent les diplômes reconnus par The Royal Institute of British Architects. Les partenaires français de l'École polytechnique de Cracovie sont l'université Blaise-Pascal, le laboratoire de génie civil Clermont-Ferrand (construction), la Confédération des écoles catholiques d'arts et métiers (ICAM) de Lille (coopération dans le cadre du programme SOCRATES/ERASMUS). Dans le cadre du programme d'actions intégrées franco-polonais (dans le cadre des « Partenariats Hubert-Curien ») POLONIUM : l'École nationale du génie rural des eaux et des forêts (ENGREF), Parc de Tourvoie/Paris; CEMAGREF direction générale département gestion des milieux aquatiques, unité de recherche hydrologie-hydraulique, groupement de Lyon, CEMAGREF Aix-en-Provence, ouvrage de recherche, ouvrages hydrauliques et équipement (coopération dans le domaine d'ingénierie de l'environnement) et l'École d'architecture de Marseille (coopération dans le domaine de la conservation de monuments).
L'École polytechnique de Cracovie est aussi très active par rapport aux programmes de recherche de l'Union européenne ERASMUS (projet Le Nôtre dans le domaine de l'architecture du paysage) et le Ve programme cadre de la Communauté européenne (Projet Re Urban Mobil).
L'École polytechnique de Cracovie abrite le Centre de transfert des innovations, Pologne du Sud (IRC South Poland), un des 3 centres polonais du réseau IRC qui est le plus grand réseau de transfert des technologies dans le monde. Son objectif est de soutenir les petites et moyennes entreprises et de commercialiser les résultats des recherches scientifiques. Les centres IRC ramassent et diffusent les informations sur les technologies recherchées ou offertes, sur les partenaires recherchés à différentes formes et étapes de coopération scientifique, technologique et de développement.
Le centre IRC de la PK est accrédité par le Comité des recherches scientifiques polonais (KBN) et il est le plus grand bureau régional polonais (RPK - Regionalny Punkt Kontaktowy) des programmes-cadres de l'Union européenne pour des actions de recherche, de développement technologique et de démonstration. Son objectif est de soutenir toutes les institutions et personnes qui s'intéressent à la participation au 6e programme cadre de la Communauté européenne.

## Anciens élèves
- Marek Grechuta
- Zdzisław Beksiński
- Tadeusz Parpan
- Kazimierz Kwiatkowski
- Michał Życzkowski (pl)
- Andrzej Mleczko (pl)

## Les recteurs
- Izydor Stella-Sawicki (pl) (1945–1948)
- Ludomir Sleńdziński (1954–1956)
- Bronisław Kopyciński (pl) (1956–1965)
- Kazimierz Sokalski (pl) (1965–1968)
- Jan Kaczmarczek (1968 intérim)
- Jan Wątorski (1968–1972)
- Władysław Muszyński (pl) (1972–1975)
- Bolesław Kordas (pl) (1975–1981)
- Roman Ciesielski (pl) (1981–1982)
- Tadeusz Środulski (pl) (1982–1987)
- Władysław Muszyński (pl) (1987–1990)
- Józef Nizioł (pl) (1990–1996)
- Kazimierz Flaga (pl) (1996–2002)
- Marcin Chrzanowski (pl) (2002–2005)
- Józef Gawlik (pl) (2005–2008)
- Kazimierz Furtak (pl) (2008–2016)
- Jan Kazior (pl) (2016–2020)
- Andrzej Białkiewicz (pl) (2020–)